# Jacques Reclus

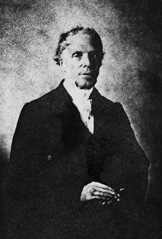
Jacques Reclus (1880)

Jacques Reclus (* 27. Juli 1796 in Le Fleix, Département Dordogne; † 8. April 1882 in Orthez, Département Pyrénées-Atlantiques) war ein französischer reformierter Pastor.

## Leben und Wirken
Reclus war ein Sohn des Gärtners Jean Reclus (1760–1848) und dessen Ehefrau Jeanne Virolle (1767–1819). Er besuchte das Gymnasium von Périgueux und studierte an der Universität Bordeaux. Durch Vermittlung seiner Dozenten bekam Reclus im Anschluss daran eine Anstellung als Bibliothekar auf dem Schloss des Politikers Élie Decazes in Bonzac.
1819 ging Reclus an die Theologische Fakultät von Montauban. Nach seiner Ordination arbeitete er ab Dezember 1821 in einer Gemeinde in Nîmes (Département Gard). Im darauffolgenden Jahr wechselte er nach Roche-Chalais; 1824 konnte er die Kirchengemeinde Montcaret übernehmen.
1824 heiratete er Zéline Trigant-Marquey und hatte mit ihr vierzehn Kinder; darunter den Journalisten Élie Reclus (1827–1904), die Geographen Élisée Reclus (1830–1905) und Onésime Reclus (1837–1916), den Ingenieur Armand Reclus (1843–1927) und den Chirurgen Paul Reclus (1847–1914).
Parallel zu seinem Amt als Seelsorger war Reclus auch Dozent an der Theologischen Hochschule von Sainte-Foy-la-Grande. Ein Jahr nach der Julirevolution von 1830 gab Reclus seine Ämter auf, um in einer evangelikalen Kirchengemeinde von Castétarbe als Pastor zu arbeiten.
Jacques Reclus starb am 8. April 1882 in Orthez, wo er auch seine letzte Ruhestätte fand.

## Schriften (Auswahl)
- La Religion chrétienne exposée d’après la parole de Dieu. K.-Cadaux, Toulouse 1842.
- Scènes d’une pauvre vie. Pau 1858 (Digitalisat).